# 坂上領
坂上 領（さかがみ りょう、1978年6月9日 - ）は、日本のフルート奏者。東京都出身。身長180cm、体重65kg、血液型はB型。

## 来歴
東京大学教育学部附属中等教育学校在学中、同校のオーケストラへの入団をきっかけにフルートを始める。
日本大学芸術学部音楽学科フルート科に進学し、本格的な音楽活動を開始。
2001年、ヴァイオリニストの帆足彩と共に“脱力系ラテンバンド”（2007年には“ラテン系脱力バンド”と改名）として「チャランガぽよぽよ」を結成。
2003年、ピアノ、チェロとのトリオ「piada（ピアーダ）」を結成。2006年にはファーストアルバムをリリースし、以降通算3枚のアルバムをリリース。
2009年、『THE FLUTE』及び『THE SAX』（アルソ出版）にてコラムを連載、『THE FLUTE vol.125』では表紙を飾る。
2014年、『チャランガぽよぽよ』ファーストアルバム（bluesofa Records）をリリース。日本経済新聞などに紹介され、話題となる。
2015年、自身初の著書『坂上領の聴きたい、吹きたい、あれこれ〜Jazz & Pops Flute Lesson Book〜』（アルソ出版）を刊行。

## 人物
映画・ドラマ・アニメ・ゲームなど、様々なレコーディングに参加しているほか、様々なアーティストのライブ・コンサートにも参加。これまでに共演・録音参加したアーティストは松下奈緒、元ちとせ、NAOTO、高嶋ちさ子、Monday満ちる、加護亜依、スガシカオ、亀梨和也、河口恭吾、Sound Horizonほか多数、関わった作品としては、篠山紀信『digi+kishin』、映画『テルマエ・ロマエII』、NHK『名曲アルバム』、連続テレビ小説『つばさ』、アニメ『スティッチ!』『ケロロ軍曹』、ゲーム『レイトン教授シリーズ』『グランツーリスモ5』『ライトニング リターンズ ファイナルファンタジーXIII』など。
サッカーでは特に藤田俊哉（元日本代表）の大ファンで、自身の音楽の考え方にも影響を与えており、尊敬している人物の一人として挙げている。応援しているJリーグチームは名古屋グランパス。
ラーメン専用のツイッターアカウントを作るほどのラーメン好きで、自身によるラーメン食べ歩き日記なども公開している。

## ディスコグラフィー

### CD
piada名義
- 『繪本図書館』（2006年）
- 『天球遊歩道』（2007年）
- 『雪原夜想曲』（2012年）

チャランガぽよぽよ名義
- 『チャランガぽよぽよ』（2014年）

### 雑誌・書籍
- アルソ出版
  - 『The FLUTE vol.81』 - インタビュー ※piada名義
  - 『The FLUTE vol.89』
  - 『別冊 The FLUTE vol.19』
  - 『The FLUTE vol.97〜109』 - コラム連載
  - 『THE FLUTE vol.118』 - インタビュー ※piada名義
  - 『THE SAX vol.53〜59』 - コラム連載
  - 『THE FLUTE vol.120〜』 - コラム連載
  - 『THE FLUTE vol.135』- インタビュー ※チャランガぽよぽよ名義
  - 『坂上領の聴きたい、吹きたい、あれこれ〜Jazz & Pops Flute Lesson Book〜』
- ヤマハミュージックメディア
  - 『Jazzyに響くフルート』

### 参加作品
CD
- Sound Horizon
  - 『Elysion 〜楽園への前奏曲〜』（2004年）
  - 『Elysion 〜楽園幻想物語組曲〜』（2005年）
  - 『Roman』（2006年）
  - 『聖戦のイベリア』（2007年）
  - 『Moira』（2008年）

DVD
- Sound Horizon 『Elysion 〜楽園パレードへようこそ〜』（2006年）

ほか、映画・ドラマ・アニメ・ゲーム・CMソングなど多数